# Mata de Cipó
A Mata de Cipó é um tipo de Floresta estacional Decidual (FED) que faz a transição entre a Mata Atlântica e a Caatinga, encontrada exclusivamente no estado da Bahia, principalmente no Planalto de Conquista, no município de Vitória da Conquista. Sendo a principal formação florestal do Território de Identidade do Sudoeste Baiano.
É comum na Mata de Cipó do Planalto de Conquista que  muitas árvores percam as folhas na época seca. Além de decíduas, as plantas possuem inúmeras adaptações para resistir ao ambiente. As principais adaptações são as  gemas protegidas por pelos, escamas, estípulas e bainhas, tendo poucas espécies portando acúleos, diferente da Caatinga.. Lianas são abundantes e usualmente formam emaranhado denso que dificulta a passagem através desta floresta..
Dentre as várias espécies de plantas presentes na Mata de cipó que ocorrem na Bahia, podemos citar alguns exemplos como  Pseudopiptadenia contorta e Pterocarpus rohrii (Fabaceae), Tapirira guianensis e Thyrsodium spruceanum (Anacardiaceae), Xylopia sericea (Annonaceae), Aspidosperma spruceanum (Apocynaceae), Schefflera morototoni (Araliaceae), Ocotea brasiliensis (Lauraceae) e Capparis grandipetala (Brassicaceae), Gymnanthes hypoleuca, Senefeldera verticillata, e Pogonophora schomburgkiana (Euphorbiaceae), Guapira opposita (Nyctaginaceae) e Casearia javitensis (Salicaceae) e Syagrus botryophora (Arecaceae). Dentre estas, algumas são notáveis pela sua importância econômico-cultural, tais quais a C. grandipetala, utilizada pela população local como fonte de alimento (fruto comestível) e fornecimento de madeira e a Tapirira guianensis que, além de fornecer esses dois recursos já citados para  C. grandipetala, também se destaca pela sua importância medicinal
O gravatazeiro (Rhopornis ardesiacus) foi, por muito tempo considerada endêmica da mata de cipó da região de Boa Nova, sendo o pontapé inicial para a criação do Parque Nacional de Boa Nova. Hoje sabe-se que o gravatazeiro também é encontrado em outras regiões, mas o Parque tem sido de fundamental importância para a conservação dessa espécie. A Mata de Cipó de Vitória da Conquista pode ser também refúgio para espécies desconhecidas ou ameaçadas, sendo por isso, importante a sua preservação.